# Steiermärkische Gemeindestrukturreform
Die Steiermärkische Gemeindestrukturreform ist eine Gebietsreform im österreichischen Bundesland Steiermark.
Sie wirkt seit 1. Jänner 2015 und ist damit abgeschlossen. Ihre Grundlage ist das Steiermärkische Gemeindestrukturreformgesetz (StGsrG).
Dieses Gesetz wurde am 17. Dezember 2013 vom Landtag Steiermark beschlossen und am 2. April 2014 kundgemacht.
Durch die Reform wurde die Zahl der Gemeinden in der Steiermark von 542 um 255 auf 287 Gemeinden (inkl. Graz) verringert. Zum 1. Jänner 2013 gab es bereits die Vereinigung der ehemaligen Gemeinden Buch-Geiseldorf und Sankt Magdalena am Lemberg zur neuen Gemeinde Buch-St. Magdalena sowie die Eingemeindung der ehemaligen Gemeinden Hafning bei Trofaiach und Gai zur Gemeinde Trofaiach, womit sich bereits vor dem Inkrafttreten der eigentlichen Reform die Anzahl der Gemeinden auf 539 reduziert hatte.
Insgesamt waren von der Reform 385 Gemeinden betroffen (durch Aufnahme anderer Gemeinden oder Gemeindeteile, Gebietsveränderungen oder Auflösung), 157 Gemeinden blieben unverändert.
Eine ursprünglich angedachte Eingemeindung von Umlandgemeinden der Landeshauptstadt Graz zu dieser fand nicht statt.

## Ausgangslage
Als Ziel der Gemeindestrukturreform wurde der Wunsch genannt, die steirischen Gemeinden dauerhaft in die Lage zu bringen, ihre Aufgaben sachgerecht, effizient und qualitätsvoll zu erfüllen. Inhaltliche Grundlagen wurden im Leitbild unter dem Titel „Stärkere Gemeinden – Größere Chancen“ dargestellt.
Dies wurde damit belegt, dass die Steiermark mit 542 Gemeinden in Relation zur Bevölkerungszahl die meisten Gemeinden Österreichs hatte. 200 davon hatten weniger als 1.000 Einwohner,
womit vor der Reform 32 % aller österreichischen Gemeinden dieser Kategorie in der Steiermark lagen, danach aber nur noch 3,6 %.
In 302 von 542 Gemeinden sei in den nächsten Jahren zudem mit Bevölkerungsrückgängen zu rechnen, was besonders kleine Gemeinden betreffe. 77 Gemeinden unter 500 Einwohnern und damit 41 % aller österreichischen Gemeinden dieser Kategorie lagen in der Steiermark, 63 (81,8 %) davon wiesen seit der letzten Volkszählung Bevölkerungsrückgänge auf.
Die Zahl der Abgangsgemeinden (s. u. Abschnitt Finanziell), die ihre Pflichtaufgaben nicht mehr aus eigener Kraft erfüllen konnten, erhöhte sich seit 2006 ständig.
Die Österreichische Bundesverfassung überträgt in Artikel 118 allerdings den Gemeinden für den Alltag wichtige Aufgaben wie die Sicherheits- und Veranstaltungspolizei, Verwaltung der Verkehrsflächen, Straßenpolizei, Gesundheitspolizei, insbesondere auch auf dem Gebiet des Hilfs- und Rettungswesens sowie des Leichen- und Bestattungswesens, die Sittlichkeitspolizei, Baupolizei, Feuerpolizei oder die Raumplanung für das jeweilige Gemeindegebiet. Die Gemeinden haben diese Aufgaben in eigener Verantwortung frei von Weisungen und unter Ausschluss eines Rechtsmittels an Verwaltungsorgane außerhalb der Gemeinde zu besorgen und auch zu finanzieren. Ist dies nicht möglich, ist die Gemeinde auf finanzielle Zuschüsse aus allgemeinen Steuermitteln angewiesen.
In den Jahren vor 2010 war erfolglos versucht worden, diese Situation durch den freiwilligen Zusammenschluss mehrerer Gemeinden zu Kleinregionen zu erleichtern. Obwohl dies viele Gemeinden auch tatsächlich getan hatten, blieben die erwünschten Effekte dieser Maßnahme weit hinter den Erwartungen zurück.
Die Erfahrungen mit den Kleinregionen waren eine der Grundlagen für die Arbeiten an der Gemeindestrukturreform.
Als ein weiteres Argument für die Reform wurde genannt, dass es für die Gemeinden immer schwieriger werde, Bewerber für politische Funktionen zu finden (Gemeinderat, Bürgermeisteramt). Gemeindevereinigungen bieten eine Chance, Ämter attraktiver zu machen, da größere Gemeinden mehr Handlungsspielräume und höhere Leistungen bieten und es möglich machen, das Bürgermeisteramt als Vollzeitamt und nicht bloß nebenbei auszuüben. Politische Ämter können leichter besetzt werden, wenn aus einem größeren Personenkreis geschöpft werden kann.
Größere Gemeinden haben weiters die Möglichkeit, für Fachfragen leichter eigenes Personal heranzuziehen (oder externe Spezialisten zu honorieren) als Kleingemeinden mit geringem Budget. Abgesehen von der zeitlichen Belastung hängt der Mangel an Bewerbern auch damit zusammen, dass Bürgermeister dem Risiko strafrechtlicher Vorwürfe ausgesetzt sein können, selbst wenn sie nicht aktiv handeln, sondern z. B. (über längere Zeit) behördliche Schritte (Anzeige eines nicht genehmigten Baues) unterlassen. Auch wenn sich solche Vorwürfe oder gar persönliche Angriffe im Nachhinein als unberechtigt herausstellen, kann die persönliche Belastung ein Nachteil sein, der die Bewerbung um ein Amt nicht fördert. Als persönliche Angriffe auf Bürgermeister werden beispielsweise angeführt ein Schussattentat (2003, Fohnsdorf), strychninvergiftete Praline (2008, Spitz an der Donau), Säureattentat (2008, Weißkirchen an der Traun), Zusendung toter Tiere (2010, Ansfelden; 2011, Eidenberg), Morddrohungen und andere Angriffe. Dieser Situation kann mit den Ressourcen einer größeren Gemeinde besser begegnet werden.

## Ablauf
Die Reform lief in mehreren Phasen ab. In der „Vorschlagsphase“ vom Oktober 2011 bis 31. Jänner 2012 wurden bereits die Gemeinden und ihre Bürger beteiligt, um ihre Standpunkte darzustellen. In der „Verhandlungsphase“ bis September 2012 wurden daraufhin die Vorstellungen des Landes und der Gemeinden hauptsächlich auf Ebene der Bezirke diskutiert. In der „Entscheidungsphase“ sollte bis Jänner 2013 der konkrete Inhalt der Reform ausgearbeitet werden. In dieser Phase lagen bis 31. Jänner 2013 Grundsatzbeschlüsse von 207 Gemeinden vor, sich freiwillig – nach Abklärung von offenen Fragen – mit einer oder mehreren Nachbargemeinde(n) zu vereinigen. In der darauf folgenden „Umsetzungsphase“ wurden technische und organisatorische Themen behandelt und die Umstellungsarbeiten begonnen.
Der Ablauf, besonders wenn freiwillige Zusammenlegungen beabsichtigt waren, ist in einem Handbuch zusammengefasst. Vorarbeiten begannen in den Jahren nach 2009. Kriterien, nach denen untersucht wurde ob eine Gemeindezusammenlegung sinnvoll wäre, waren folgende Bereiche:
- Zentrale Einrichtungen: Einzugsbereiche von Schulen, Pfarrämtern, Geschäften.
- Gemeindestruktur: In diesem Zusammenhang wurden bereits bestehende funktionelle Verflechtungen zwischen den Gemeinden, Zusammenhänge in der Siedlungsstruktur und der Infrastruktur (z. B. Gemeinsame Entsorgungsbetriebe) betrachtet.
- Bereits bestehende Kooperationen und Versorgungsstrukturen: Kleinregionen, Schulsprengel, Pfarrsprengel, Abwasserverbände, Standesamtsverbände, Verwaltungsgemeinschaften, Tourismusverbände und Kooperationen privatwirtschaftlicher Art wie Gewerbeparks.
- Demografische Entwicklung: Bevölkerungsentwicklung, Zu- und Abwanderung usw.
- Entwicklung der Gemeindehaushalte, deren Einnahmen und Ausgaben, die wirtschaftliche und finanzielle Lage als Basis der Erfüllung der gesetzlichen Aufgaben.
- Geografische Situation: gemeinsame Grenzen, Verkehrserschließung, geografische Lage, naturräumliche und topografische Gegebenheiten

Diese Grundlagen wurden in Kriterienkarten dargestellt.
Es gibt zwei Arten der Gemeindezusammenlegung: die freiwillige und die zwangsweise:
- Freiwillige Fusionen erfolgten durch übereinstimmende Beschlüsse der jeweiligen Gemeinderäte auf Grundlage des Gemeindegesetzes, sie wurden vom Landeshauptmann im Landesgesetzblatt kundgemacht. Rund 60 solcher Kundmachungen, betreffend jeweils mindestens zwei, aber auch mehrere Gemeinden, wurden verlautbart. Für freiwillige Fusionen gab es finanzielle Anreize (Fusionsprämien, Reformfonds[22]).
- Zwangsweise Fusionen erfolgten durch Gesetz des Landes Steiermark.

- Per 1. Jänner 2020 wird auf mehrheitlichen Wunsch der Gemeindebürger die Gemeinde Murfeld im Bezirk Südoststeiermark aufgelöst und auf zwei Nachbargemeinden im Bezirk Leibnitz aufgeteilt.

## Auswirkungen

### Allgemein
Durch die Zusammenlegung von Gemeinden entstanden vollständig neue Gemeinden (es wurden also nicht nur frühere Gemeinden in weiter bestehende andere Gemeinden „eingemeindet“). Rechte und Pflichten der betroffenen Gemeinden gehen zur Gänze auf die neue Gemeinde über.
Die Ämter der Bürgermeister, Gemeinderäte und anderer Funktionsträger erloschen mit dem Wirksamwerden der Veränderungen für alle von der Reform betroffenen Gemeinden.
An ihrer Stelle führte ein Regierungskommissär die laufenden und unaufschiebbaren Geschäfte. Er wurde von der Landesregierung eingesetzt, ein Beirat konnte ihm beigegeben werden.
Das Recht zur Wappenführung erlosch für alle betroffenen Gemeinden, ein Wappen muss neu zuerkannt werden. Dabei kann es sich um das bisher geführte Wappen handeln, es muss aber nicht sein.
Das beruht auf der Bestimmung der Gemeindeordnung, wonach Gemeindewappen von Gemeinden, die auf Grund von Gebietsänderungen aufgelöst sind, nicht mehr als kommunale Hoheitszeichen gelten.
Es gilt somit auch für Wappen einer früheren Gemeinde, deren Namen weitergeführt wird.
Aufgelöste Gemeinden können von der Gemeinde, zu der sie ab 2015 gehören, zu Ortsverwaltungsteilen erklärt werden.
Das frühere Gemeindewappen kann als Ortsteilwappen verwendet werden,
ein eigener Ortsteilbürgermeister kann bestellt werden.
Die Gemeindeordnung enthält auch weitere Regeln zum Übergang von Rechten und Pflichten der aufgelösten Gemeinden.
Innerhalb von sechs Monaten ist die Neuwahl der Gemeinderäte auszuschreiben. Die Gemeinderatswahlen in der Steiermark 2015 wurden für den 22. März 2015 angesetzt und durchgeführt.
Die Gerichtsorganisation der Steiermark wurde durch die „Bezirksgerichte-Verordnung Steiermark 2015“ entsprechend den Veränderungen der Gemeindestrukturreform ebenfalls neu definiert.
Andere Organisationsveränderungen, wie z. B. die Gebiete der nach der Reform vorhandenen Standesamts- und Staatsbürgerschaftsverbände
wurden im November und Dezember 2014 im Landesgesetzblatt für die Steiermark oder in der Grazer Zeitung (für die Tourismusverbände) kundgemacht.

### Finanziell
Durch die Gemeindestrukturreform wurden mittel- bis langfristig positive Auswirkungen auf die wirtschaftliche Situation der Gemeinden und damit auch des Landes Steiermark erwartet. Zahlungen, die früher an negativ gebarende Gemeinden geleistet werden mussten, um deren Aufgaben weiter gewährleisten zu können, konnten entfallen. 2010 konnten 225 Gemeinden ihren ordentlichen Haushalt nicht aus eigener Kraft ausgleichen, der Gesamtabgang im ordentlichen Haushalt betrug 45 Mio. Euro, 2011 galt dies für 152 Gemeinden bei einer Abgangssumme von 29 Mio. Euro. Für verschiedene Abgangsdeckungen und Ausgleiche waren nach der Begründung des Gesetzesentwurfes zur Gemeindestrukturreform im Jahr 2010 rund 37,2 Mio. Euro und im Jahr 2011 beinahe 55 Mio. Euro aufgewendet worden. Diese Summen waren zur Stärkung der ordentlichen Haushalte notwendig und konnten nicht für Investitionen oder andere Zwecke eingesetzt werden.
In den Erläuterungen zum Gesetzesentwurf wurden die finanziellen Auswirkungen folgendermaßen zusammengefasst:

„Die Erlassung eines dem vorliegenden Entwurf entsprechenden Gesetzes hat geringe finanzielle Auswirkungen für das Land Steiermark. Durch die im Gesetzesentwurf vorgesehene Reduktion der Anzahl der Gemeinden wird der Koordinationsaufwand und die Anzahl der Verfahren und Erledigungen von Landesstellen verringert; unter Berücksichtigung einer zu erwartenden intensiveren Inanspruchnahme der Landesstellen durch die neu gebildeten Gemeinden in der ersten Zeit nach dem Inkrafttreten des Gesetzes ist kurz- und mittelfristig von Kostenneutralität und langfristig von Einsparungen für das Land Steiermark auszugehen.“

„In der ersten Phase nach Bildung der neuen Gemeinden wird es für diese zu finanziellen Aufwendungen z.B. für Organisationsänderungen und Umstrukturierungen kommen, die durch die Fusionsprämie des Bundes (§ 21 Abs. 9 FAG 2008)
abgedeckt werden können. In der Folge sind durch einen fokussierten Einsatz der Budgetmittel, eine effizientere Nutzung der Infrastruktur, eine optimierte Raumplanung, einen verbesserten Ressourceneinsatz und nicht zuletzt durch eine deutliche Verringerung der Anzahl der politischen Organe auf Ebene der Gemeinden Kosteneinsparungen zum Vorteil der Gemeinden zu erwarten.“

Die Wirtschaftskammer Steiermark forderte im Oktober 2015 weitere Fusionen von Gemeinden, um deren Effizienz zu erhöhen und den erfolgten kommunalen Gebührenerhöhungen entgegenzusteuern. Die Wirtschaftskammer verglich die Entwicklung der Gemeindegebühren von 2002 bis 2014 mit jener der Inflation: Während die Teuerungsrate in diesem Zeitraum 27 Prozent ausmachte, stiegen die kommunalen Gebühren um 56 Prozent. In den kleineren Gemeinden mit weniger als 2.500 Einwohnern wurden die Gebühren besonders stark erhöht – hier beträgt das Plus 63 Prozent.

## Verfahren vor dem Verfassungsgerichtshof
Die Reform stieß auf Kritik. Beim Verfassungsgerichtshof (VfGH) waren im Herbst 2014 über 40 Beschwerden aus steirischen Gemeinden anhängig. Im Wesentlichen wurde darin behauptet, dass die Fusion im jeweiligen Fall unsachlich und damit verfassungswidrig sei. Die mit den Beschwerden verbundenen Anträge, konkrete Gesetzesstellen der Strukturreform aufzuheben, wurden – soweit sie verfahrensrechtlich zulässig waren – vom VfGH für jeden Fall eigens untersucht. Das führte zu teilweise umfangreichen Entscheidungen, die aber letztlich inhaltlich die getroffenen Maßnahmen bestätigten und die Anfechtungen abwiesen. Der VfGH hatte dabei zu beurteilen, ob die vom Gesetzgeber vorgesehenen Maßnahmen aufgrund der vorgebrachten Argumente für sich genommen sachlich waren; eine (allenfalls höhere) Zweckmäßigkeit von Alternativen ist vom VfGH nicht zu bewerten.
Neben jeweils örtlich relevant erscheinenden Sachverhalten wurde eingewendet, dass die Reform gegen die Europäische Charta der lokalen Selbstverwaltung verstoße. Diese Charta ist ein internationaler Vertrag im Rahmen des Europarates, dem Österreich beigetreten und der durch Gesetze zu erfüllen ist.

Zu diesem Argument wies der Gerichtshof darauf hin, dass die Charta kein Verfassungsgesetz sei, sie stehe nur auf der Stufe eines einfachen Gesetzes und bilde somit keinen Maßstab für die Verfassungskonformität eines anderen Gesetzes.
Weiters entschied der Gerichtshof unter Hinweis auf frühere Entscheidungen ähnlicher Art, es gehöre zum rechtspolitischen Gestaltungsspielraum (des Steiermärkischen Landtages als Landesgesetzgeber) und sei nicht verfassungswidrig, wenn finanziell stärkere mit finanziell schwächeren Gemeinden oder auch positiv gebarende Gemeinden vereinigt würden, um dadurch einen Ausgleich zu schaffen oder ein (noch) leistungsfähigeres Kommunalwesen als bisher entstehen zu lassen.
Zunächst wurden Beschwerden aus folgenden Gemeinden behandelt: Tauplitz, Pichl-Kainisch, Rohrmoos-Untertal, Pichl-Preunegg, Etmißl, Raaba, Grambach, Waldbach, Ganz, Parschlug, Tragöß und Eisbach.

Die Anträge blieben erfolglos. In einer ersten Serie von Entscheidungen gab der VfGH keiner Anfechtung statt und hielt dazu in einer amtlichen Stellungnahme
folgende Grundsätze fest:
- Die in den Anträgen behauptete Verfassungswidrigkeit der Gemeindestrukturreform aus formalen Gründen, nämlich aufgrund fehlerhafter Kundmachung des Gesetzes bzw. der Verordnung, trifft nicht zu.
- Die Verfassung garantiert der einzelnen Gemeinde kein Recht auf „ungestörte Existenz“.
- Dem Landesgesetzgeber kommt bei seiner Aufgabe, das Land in Gemeinden zu gliedern bzw. Gemeindegebiete zu verändern, ein weitgehender rechtspolitischer Gestaltungsspielraum zu.
- Der Verfassungsgerichtshof hat allein zu entscheiden, ob dabei der Grundsatz der Sachlichkeit eingehalten wird (und nicht etwa, ob es beispielsweise zweckmäßigere Alternativen gegeben hätte).
- Gegen die Ziele der steiermärkischen Gemeindestrukturreform (insbesondere Stärkung der Leistungsfähigkeit der Gemeinden, effizientere Nutzung der kommunalen Infrastruktur, bessere Nutzung von Flächen für Siedlungs- und Wirtschaftszwecke, Reaktion auf die demographische Entwicklung) bestehen keine verfassungsrechtlichen Bedenken.
- Unsachlich ist eine Gemeindezusammenlegung nur dann, wenn sie etwa „aufgrund ganz besonderer Umstände vorhersehbar völlig untauglich“ ist, um das Ziel einer Verbesserung der Gemeindestruktur zu erreichen.
- Dem Verfassungsgerichtshof ist bewusst, dass jede Änderung der Gemeindestruktur nicht nur Vorteile bringt. Manches wird sich überhaupt nicht ändern, manches zum Nachteil. Dieser Umstand macht eine solche Maßnahme an sich jedoch nicht unsachlich.[46][45]

Inhaltlich behandelt wurden nur jene Beschwerden, die von betroffenen Gemeinden erhoben wurden und konkrete Gründe für eine mögliche Verfassungswidrigkeit nannten. Beschwerden, die nur allgemeine Ausführungen ohne konkrete Gründe enthielten oder die von Einzelpersonen (z. B. Bürgermeistern) erhoben worden waren, wurden ohne inhaltliche Behandlung zurückgewiesen. Zu Beschwerden von Einzelpersonen führte der Gerichtshof aus, dass das Gemeindestrukturreformgesetz nicht in deren rechtliche Stellung (Rechtssphäre) eingreife und sie daher nicht zur Erhebung einer Beschwerde berechtigt seien (fehlende Antragslegitimation). Privatpersonen seien nicht Normadressaten des Gesetzes. Da Bürgermeister in der Steiermark (nur) vom Gemeinderat (und nicht von den Gemeindebürgern) gewählt seien, gelte dies auch für die Personen, die ein Bürgermeisteramt ausübten. Gesetzliche Bestimmungen, die die Funktionsperiode eines vom Gemeinderat gewählten Bürgermeisters beendeten, griffen nicht in dessen (persönliche) Rechtssphäre ein.
Als erste Information wurde das Erkenntnis des VfGH über die Rechtmäßigkeit der Fusion der Gemeinden Mönichwald und Waldbach publiziert.
Am 16. Dezember 2014 teilte der VfGH mit, dass auch weitere Beschwerden gegen die Strukturreform erfolglos geblieben waren und nur eine zuletzt eingebrachte Beschwerde der Gemeinde Saifen-Boden noch nicht entschieden sei. Abgewiesen wurden damit Beschwerden der Gemeinden Teufenbach, Petersdorf II, Kleinlobming, Nestelbach im Ilztal, Gams bei Hieflau, Preßguts, Stein, Weißenbach bei Liezen, Dürnstein in der Steiermark, Neumarkt in Steiermark, Gschnaidt, Seggauberg, Hart-Purgstall, Brodingberg, Höf-Präbach, Sulmeck-Greith, Reichendorf, Pitschgau, Großradl, Sankt Oswald ob Eibiswald, Hollenegg, Vogau, Zettling, Trahütten, Freiland bei Deutschlandsberg, Osterwitz und Sankt Nikolai im Sölktal. Die Beschwerde der Gemeinde Saifen-Boden wurde erst im Februar 2015, aber mit im Wesentlichen gleichen grundlegenden Argumenten ebenfalls abgewiesen. Der Verfassungsgerichtshof hegte auch in dieser Entscheidung keinen Zweifel, dass sich der Steiermärkische Landtag (der Landesgesetzgeber) mit der Vereinigung im Rahmen des in Österreich verfassungsgesetzlich festgelegten Konzeptes der Ortsgemeinden (Art. 115 B-VG) bewegte.
Die Entscheidung über die Beschwerde der Gemeinde Teufenbach wurde vom VfGH als Beispiel für diese Entscheidungsserie genannt.
Der Verfassungsgerichtshof fasste mehrfach Beschwerden, die ähnliche Sachverhalte behandelten (z. B. Beschwerden benachbarter Gemeinden, welche dieselbe Gesetzesstelle betrafen) in einer Entscheidung zusammen.
Die Zahl seiner Entscheidungen stimmt daher nicht mit der (größeren) Zahl der Beschwerden überein.

## Die steirischen Bezirke vor und nach der Reform

Die Bezirksgrenzen vor Wirken der Reform 2011

Die Bezirksgrenzen nach Abschluss der Reform 2015

Gemeindegrenzen der Steiermark nach der Gemeindestrukturreform (per 1. Jänner 2015)

Im Zuge von gemeinsam mit der Gemeindestrukturreform angekündigten Verwaltungsreformen entstanden bereits vor dieser durch Fusionen vier neue Bezirke: 2012 der Bezirk Murtal (Zusammenlegung der ehemaligen Bezirke Judenburg und Knittelfeld) sowie 2013 die Bezirke Bruck-Mürzzuschlag (aus Bruck an der Mur und Mürzzuschlag), Hartberg-Fürstenfeld (aus Hartberg und Fürstenfeld) und Südoststeiermark (aus Feldbach und Radkersburg).
Die Zahl der Bezirke verringerte sich damit in zwei Schritten von 17 auf 13.
Die Grenzen einiger Bezirke wurden zudem so verändert, dass neugebildete Gemeinden (z. B. Schwarzautal und Landl) komplett zu einem einzigen Bezirk gehören, auch wenn deren Ortsteile ursprünglich in unterschiedlichen Bezirken lagen.
Der Bezirk Südoststeiermark hat deshalb die Gemeindegebiete von Mitterlabill, Schwarzau im Schwarzautal und Weinburg am Saßbach an den Bezirk Leibnitz sowie das Gemeindegebiet von Petersdorf II an den Bezirk Graz-Umgebung abgetreten, der wiederum die Gemeindegebiete von Tyrnau und Tulwitz an den Bezirk Weiz abgegeben hat. Außerdem kam Hirnsdorf vom Bezirk Weiz zum Bezirk Hartberg-Fürstenfeld sowie Hieflau vom Bezirk Leoben zum Bezirk Liezen.
Letztendlich blieben somit nur die Grenzen von vier Bezirken unverändert:
Stadt Graz sowie die Bezirke Deutschlandsberg, Murau und Voitsberg.
Im Jänner 2018 wurde von Landeshauptmann Schützenhöfer eine erste Bilanz zu den Bezirksfusionen vorgenommen, welche darlegte, dass es in diesem Bereich zwar zu Einsparungen von rund 5,2 Mio. Euro pro Jahr gekommen sei, man sich aber rund 10 Mio. erhofft hatte. Weitere Bezirksfusionen schloss der Landeshauptmann neuerlich aus, außer „sie erfolgen freiwillig“. Wie eine freiwillige Fusion durch weisungsgebundene Beamte wie Bezirkshauptleute angestoßen werden könnte, wurde nicht dargelegt.
| Bezirke                 | Bezirke               | Anzahl Gemeinden | Anzahl Gemeinden |
| 2011                    | 2015                  | 2011             | 2015             |
| ----------------------- | --------------------- | ---------------- | ---------------- |
| Bezirk Bruck an der Mur | Bruck- Mürzzuschlag   | 21               | 19               |
| Bezirk Mürzzuschlag     | Bruck- Mürzzuschlag   | 16               | 19               |
| Deutschlandsberg        | DL                    | 40               | 15               |
| Graz                    | G                     | 01               | 01               |
| Graz-Umgebung           | GU                    | 57               | 36               |
| Bezirk Fürstenfeld      | Hartberg- Fürstenfeld | 14               | 36               |
| Bezirk Hartberg         | Hartberg- Fürstenfeld | 50               | 36               |
| Leibnitz                | LB                    | 48               | 29               |
| Leoben                  | LN                    | 19               | 16               |
| Liezen                  | LI                    | 51               | 29               |
| Murau                   | MU                    | 34               | 14               |
| Bezirk Judenburg        | Murtal                | 24               | 20               |
| Bezirk Knittelfeld      | Murtal                | 14               | 20               |
| Bezirk Feldbach         | Südost- steiermark    | 55               | 26               |
| Bezirk Radkersburg      | Südost- steiermark    | 19               | 26               |
| Voitsberg               | VO                    | 25               | 15               |
| Weiz                    | WZ                    | 54               | 31               |
| 2011                    | 2015                  | 2011             | 2015             |
| 17 Bezirke              | 13 Bezirke            | 542 Gem.         | 287 Gem.         |

## Detaillierte Liste der neugebildeten Gemeinden
Aus ehemals 539 selbstständigen Gemeinden (Stand: Dezember 2014) wurden zum 1. Jänner 2015 diese 287 neuen Gemeinden gebildet (251 Gemeindenamen, die exakt weiter bestehen, sind fettgedruckt; 157 Gemeinden ohne jegliche Veränderung zudem dunkelgrau hinterlegt):
Die fünf Gemeinden Kohlberg, Limbach bei Neudau, Oberstorcha, Schlag bei Thalberg und Stocking sind in der linken Spalte je zweimal angeführt, da ihr Gebiet auf je zwei Folgegemeinden aufgeteilt worden ist. In der zweiten Spalte ist zwar die ehemalige gesamte Bevölkerungszahl eingetragen, von der in der Summe rechts jedoch nur der relevante Teil übernommen wurde.
Gnas wurde aus den meisten Teilen (Neun Gemeinden und ein Ortsteil) neu zusammengesetzt, weiters Feldbach und Neumarkt in der Steiermark aus jeweils sieben Teilen.
Für Hieflau und andere ehemalige Gemeinden wurden Bezirksgrenzen verschoben.
Vorsortierung der Tabelle: 1. Bezirk, 2. Gemeinde (lt. Namen von 2015)
| Alter Gemeindename                | Einwohnerzahl vor der Reform Stand 1. Jänner 2014 | Neuer Gemeindename (2015)                                | Einwohnerzahl nach der Reform Stand 1. Jänner 2014 * | Bezirk nach der Reform |
| --------------------------------- | ------------------------------------------------- | -------------------------------------------------------- | ---------------------------------------------------- | ---------------------- |
| Aflenz Kurort                     | 1.001                                             | Aflenz                                                   | 2.445                                                | Bruck-Mürzzuschlag     |
| Aflenz Land                       | 1.444                                             | Aflenz                                                   | 2.445                                                | Bruck-Mürzzuschlag     |
| Breitenau am Hochlantsch          | 1.761                                             | Breitenau am Hochlantsch                                 | 1.761                                                | Bruck-Mürzzuschlag     |
| Bruck an der Mur                  | 12.541                                            | Bruck an der Mur                                         | 15.730                                               | Bruck-Mürzzuschlag     |
| Oberaich                          | 3.189                                             | Bruck an der Mur                                         | 15.730                                               | Bruck-Mürzzuschlag     |
| Kapfenberg                        | 21.503                                            | Kapfenberg                                               | 23.235                                               | Bruck-Mürzzuschlag     |
| Parschlug                         | 1.732                                             | Kapfenberg                                               | 23.235                                               | Bruck-Mürzzuschlag     |
| Allerheiligen im Mürztal          | 1.953                                             | Kindberg                                                 | 8.243                                                | Bruck-Mürzzuschlag     |
| Kindberg                          | 5.331                                             | Kindberg                                                 | 8.243                                                | Bruck-Mürzzuschlag     |
| Mürzhofen                         | 959                                               | Kindberg                                                 | 8.243                                                | Bruck-Mürzzuschlag     |
| Krieglach                         | 5.198                                             | Krieglach                                                | 5.198                                                | Bruck-Mürzzuschlag     |
| Langenwang                        | 3.926                                             | Langenwang                                               | 3.926                                                | Bruck-Mürzzuschlag     |
| Gußwerk                           | 1.227                                             | Mariazell                                                | 3.997                                                | Bruck-Mürzzuschlag     |
| Halltal                           | 321                                               | Mariazell                                                | 3.997                                                | Bruck-Mürzzuschlag     |
| Mariazell                         | 1.434                                             | Mariazell                                                | 3.997                                                | Bruck-Mürzzuschlag     |
| Sankt Sebastian                   | 1.015                                             | Mariazell                                                | 3.997                                                | Bruck-Mürzzuschlag     |
| Ganz                              | 346                                               | Mürzzuschlag                                             | 8.814                                                | Bruck-Mürzzuschlag     |
| Mürzzuschlag                      | 8.468                                             | Mürzzuschlag                                             | 8.814                                                | Bruck-Mürzzuschlag     |
| Altenberg an der Rax              | 324                                               | Neuberg an der Mürz                                      | 2.805                                                | Bruck-Mürzzuschlag     |
| Kapellen                          | 643                                               | Neuberg an der Mürz                                      | 2.805                                                | Bruck-Mürzzuschlag     |
| Mürzsteg                          | 594                                               | Neuberg an der Mürz                                      | 2.805                                                | Bruck-Mürzzuschlag     |
| Neuberg an der Mürz               | 1.244                                             | Neuberg an der Mürz                                      | 2.805                                                | Bruck-Mürzzuschlag     |
| Pernegg an der Mur                | 2.345                                             | Pernegg an der Mur                                       | 2.345                                                | Bruck-Mürzzuschlag     |
| Mitterdorf im Mürztal             | 2.378                                             | Sankt Barbara im Mürztal                                 | 6.834                                                | Bruck-Mürzzuschlag     |
| Veitsch                           | 2.417                                             | Sankt Barbara im Mürztal                                 | 6.834                                                | Bruck-Mürzzuschlag     |
| Wartberg im Mürztal               | 2.039                                             | Sankt Barbara im Mürztal                                 | 6.834                                                | Bruck-Mürzzuschlag     |
| Sankt Lorenzen im Mürztal         | 3.521                                             | Sankt Lorenzen im Mürztal                                | 3.521                                                | Bruck-Mürzzuschlag     |
| Frauenberg                        | 147                                               | Sankt Marein im Mürztal                                  | 2.704                                                | Bruck-Mürzzuschlag     |
| Sankt Marein im Mürztal           | 2.557                                             | Sankt Marein im Mürztal                                  | 2.704                                                | Bruck-Mürzzuschlag     |
| Spital am Semmering               | 1.577                                             | Spital am Semmering                                      | 1.577                                                | Bruck-Mürzzuschlag     |
| Stanz im Mürztal                  | 1.857                                             | Stanz im Mürztal                                         | 1.857                                                | Bruck-Mürzzuschlag     |
| Etmißl                            | 479                                               | Thörl                                                    | 2.362                                                | Bruck-Mürzzuschlag     |
| Sankt Ilgen                       | 275                                               | Thörl                                                    | 2.362                                                | Bruck-Mürzzuschlag     |
| Thörl                             | 1.608                                             | Thörl                                                    | 2.362                                                | Bruck-Mürzzuschlag     |
| Sankt Katharein an der Laming     | 971                                               | Tragöß-Sankt Katharein                                   | 1.952                                                | Bruck-Mürzzuschlag     |
| Tragöß                            | 981                                               | Tragöß-Sankt Katharein                                   | 1.952                                                | Bruck-Mürzzuschlag     |
| Turnau                            | 1.549                                             | Turnau                                                   | 1.549                                                | Bruck-Mürzzuschlag     |
| Bad Gams                          | 2.306                                             | Deutschlandsberg                                         | 11.382                                               | Deutschlandsberg       |
| Deutschlandsberg                  | 8.186                                             | Deutschlandsberg                                         | 11.382                                               | Deutschlandsberg       |
| Freiland bei Deutschlandsberg     | 153                                               | Deutschlandsberg                                         | 11.382                                               | Deutschlandsberg       |
| Kloster                           | 194                                               | Deutschlandsberg                                         | 11.382                                               | Deutschlandsberg       |
| Osterwitz                         | 147                                               | Deutschlandsberg                                         | 11.382                                               | Deutschlandsberg       |
| Trahütten                         | 396                                               | Deutschlandsberg                                         | 11.382                                               | Deutschlandsberg       |
| Aibl                              | 1.386                                             | Eibiswald                                                | 6.669                                                | Deutschlandsberg       |
| Eibiswald                         | 1.437                                             | Eibiswald                                                | 6.669                                                | Deutschlandsberg       |
| Großradl                          | 1.397                                             | Eibiswald                                                | 6.669                                                | Deutschlandsberg       |
| Pitschgau                         | 1.568                                             | Eibiswald                                                | 6.669                                                | Deutschlandsberg       |
| Sankt Oswald ob Eibiswald         | 562                                               | Eibiswald                                                | 6.669                                                | Deutschlandsberg       |
| Soboth                            | 319                                               | Eibiswald                                                | 6.669                                                | Deutschlandsberg       |
| Frauental an der Laßnitz          | 2.888                                             | Frauental an der Laßnitz                                 | 2.888                                                | Deutschlandsberg       |
| Groß Sankt Florian                | 2.891                                             | Groß Sankt Florian                                       | 4.229                                                | Deutschlandsberg       |
| Unterbergla                       | 1.338                                             | Groß Sankt Florian                                       | 4.229                                                | Deutschlandsberg       |
| Lannach                           | 3.337                                             | Lannach                                                  | 3.337                                                | Deutschlandsberg       |
| Pölfing-Brunn                     | 1.635                                             | Pölfing-Brunn                                            | 1.635                                                | Deutschlandsberg       |
| Preding                           | 1.687                                             | Preding                                                  | 1.687                                                | Deutschlandsberg       |
| Sankt Josef (Weststeiermark)      | 1.438                                             | Sankt Josef (Weststeiermark)                             | 1.438                                                | Deutschlandsberg       |
| Sankt Martin im Sulmtal           | 1.781                                             | Sankt Martin im Sulmtal                                  | 3.099                                                | Deutschlandsberg       |
| Sulmeck-Greith                    | 1.318                                             | Sankt Martin im Sulmtal                                  | 3.099                                                | Deutschlandsberg       |
| Sankt Peter im Sulmtal            | 1.336                                             | Sankt Peter im Sulmtal                                   | 1.336                                                | Deutschlandsberg       |
| Greisdorf                         | 966                                               | Sankt Stefan ob Stainz                                   | 3.548                                                | Deutschlandsberg       |
| Gundersdorf                       | 406                                               | Sankt Stefan ob Stainz                                   | 3.548                                                | Deutschlandsberg       |
| Sankt Stefan ob Stainz            | 2.176                                             | Sankt Stefan ob Stainz                                   | 3.548                                                | Deutschlandsberg       |
| Garanas                           | 270                                               | Schwanberg                                               | 4.665                                                | Deutschlandsberg       |
| Gressenberg                       | 283                                               | Schwanberg                                               | 4.665                                                | Deutschlandsberg       |
| Hollenegg                         | 2.077                                             | Schwanberg                                               | 4.665                                                | Deutschlandsberg       |
| Schwanberg                        | 2.035                                             | Schwanberg                                               | 4.665                                                | Deutschlandsberg       |
| Georgsberg                        | 1.528                                             | Stainz                                                   | 8.554                                                | Deutschlandsberg       |
| Marhof                            | 1.047                                             | Stainz                                                   | 8.554                                                | Deutschlandsberg       |
| Rassach                           | 1.413                                             | Stainz                                                   | 8.554                                                | Deutschlandsberg       |
| Stainz                            | 2.587                                             | Stainz                                                   | 8.554                                                | Deutschlandsberg       |
| Stainztal                         | 1.444                                             | Stainz                                                   | 8.554                                                | Deutschlandsberg       |
| Stallhof                          | 535                                               | Stainz                                                   | 8.554                                                | Deutschlandsberg       |
| Wettmannstätten                   | 1.555                                             | Wettmannstätten                                          | 1.555                                                | Deutschlandsberg       |
| Limberg bei Wies                  | 950                                               | Wies                                                     | 4.444                                                | Deutschlandsberg       |
| Wernersdorf                       | 634                                               | Wies                                                     | 4.444                                                | Deutschlandsberg       |
| Wielfresen                        | 577                                               | Wies                                                     | 4.444                                                | Deutschlandsberg       |
| Wies                              | 2.283                                             | Wies                                                     | 4.444                                                | Deutschlandsberg       |
| Graz                              | 269.997                                           | Graz                                                     | 269.997                                              | Graz                   |
| Deutschfeistritz                  | 3.871                                             | Deutschfeistritz                                         | 4.222                                                | Graz-Umgebung          |
| Großstübing                       | 351                                               | Deutschfeistritz                                         | 4.222                                                | Graz-Umgebung          |
| Dobl                              | 1.805                                             | Dobl-Zwaring                                             | 3.357                                                | Graz-Umgebung          |
| Zwaring-Pöls                      | 1.552                                             | Dobl-Zwaring                                             | 3.357                                                | Graz-Umgebung          |
| Brodingberg                       | 1.277                                             | Eggersdorf bei Graz                                      | 6.394                                                | Graz-Umgebung          |
| Eggersdorf bei Graz               | 2.139                                             | Eggersdorf bei Graz                                      | 6.394                                                | Graz-Umgebung          |
| Hart-Purgstall                    | 1.593                                             | Eggersdorf bei Graz                                      | 6.394                                                | Graz-Umgebung          |
| Höf-Präbach                       | 1.385                                             | Eggersdorf bei Graz                                      | 6.394                                                | Graz-Umgebung          |
| Feldkirchen bei Graz              | 5.696                                             | Feldkirchen bei Graz                                     | 5.696                                                | Graz-Umgebung          |
| Fernitz                           | 3.300                                             | Fernitz-Mellach                                          | 4.557                                                | Graz-Umgebung          |
| Mellach                           | 1.257                                             | Fernitz-Mellach                                          | 4.557                                                | Graz-Umgebung          |
| Frohnleiten                       | 5.863                                             | Frohnleiten                                              | 6.675                                                | Graz-Umgebung          |
| Röthelstein                       | 210                                               | Frohnleiten                                              | 6.675                                                | Graz-Umgebung          |
| Schrems bei Frohnleiten           | 602                                               | Frohnleiten                                              | 6.675                                                | Graz-Umgebung          |
| Gössendorf                        | 3.774                                             | Gössendorf                                               | 3.774                                                | Graz-Umgebung          |
| Gratkorn                          | 7.622                                             | Gratkorn                                                 | 7.622                                                | Graz-Umgebung          |
| Eisbach                           | 2.955                                             | Gratwein-Straßengel                                      | 12.811                                               | Graz-Umgebung          |
| Gratwein                          | 3.664                                             | Gratwein-Straßengel                                      | 12.811                                               | Graz-Umgebung          |
| Gschnaidt                         | 341                                               | Gratwein-Straßengel                                      | 12.811                                               | Graz-Umgebung          |
| Judendorf-Straßengel              | 5.851                                             | Gratwein-Straßengel                                      | 12.811                                               | Graz-Umgebung          |
| Hart bei Graz                     | 4.547                                             | Hart bei Graz                                            | 4.547                                                | Graz-Umgebung          |
| Haselsdorf-Tobelbad               | 1.346                                             | Haselsdorf-Tobelbad                                      | 1.346                                                | Graz-Umgebung          |
| Hausmannstätten                   | 2.968                                             | Hausmannstätten                                          | 2.968                                                | Graz-Umgebung          |
| Attendorf                         | 1.831                                             | Hitzendorf                                               | 6.895                                                | Graz-Umgebung          |
| Hitzendorf                        | 3.643                                             | Hitzendorf                                               | 6.895                                                | Graz-Umgebung          |
| Rohrbach-Steinberg                | 1.421                                             | Hitzendorf                                               | 6.895                                                | Graz-Umgebung          |
| Kainbach bei Graz                 | 2.699                                             | Kainbach bei Graz                                        | 2.699                                                | Graz-Umgebung          |
| Kalsdorf bei Graz                 | 6.120                                             | Kalsdorf bei Graz                                        | 6.120                                                | Graz-Umgebung          |
| Kumberg                           | 3.714                                             | Kumberg                                                  | 3.714                                                | Graz-Umgebung          |
| Laßnitzhöhe                       | 2.620                                             | Laßnitzhöhe                                              | 2.620                                                | Graz-Umgebung          |
| Lieboch                           | 4.820                                             | Lieboch                                                  | 4.820                                                | Graz-Umgebung          |
| Edelsgrub                         | 707                                               | Nestelbach bei Graz                                      | 2.645                                                | Graz-Umgebung          |
| Langegg bei Graz                  | 833                                               | Nestelbach bei Graz                                      | 2.645                                                | Graz-Umgebung          |
| Nestelbach bei Graz               | 1.105                                             | Nestelbach bei Graz                                      | 2.645                                                | Graz-Umgebung          |
| Peggau                            | 2.144                                             | Peggau                                                   | 2.144                                                | Graz-Umgebung          |
| Grambach                          | 1.758                                             | Raaba-Grambach                                           | 4.026                                                | Graz-Umgebung          |
| Raaba                             | 2.268                                             | Raaba-Grambach                                           | 4.026                                                | Graz-Umgebung          |
| Sankt Bartholomä                  | 1.400                                             | Sankt Bartholomä                                         | 1.400                                                | Graz-Umgebung          |
| Krumegg                           | 1.450                                             | Sankt Marein bei Graz                                    | 3.627                                                | Graz-Umgebung          |
| Petersdorf II                     | 877                                               | Sankt Marein bei Graz                                    | 3.627                                                | Graz-Umgebung          |
| Sankt Marein bei Graz             | 1.300                                             | Sankt Marein bei Graz                                    | 3.627                                                | Graz-Umgebung          |
| Sankt Oswald bei Plankenwarth     | 1.225                                             | Sankt Oswald bei Plankenwarth                            | 1.225                                                | Graz-Umgebung          |
| Sankt Radegund bei Graz           | 2.054                                             | Sankt Radegund bei Graz                                  | 2.054                                                | Graz-Umgebung          |
| Pirka                             | 3.286                                             | Seiersberg-Pirka                                         | 10.637                                               | Graz-Umgebung          |
| Seiersberg                        | 7.351                                             | Seiersberg-Pirka                                         | 10.637                                               | Graz-Umgebung          |
| Semriach                          | 3.292                                             | Semriach                                                 | 3.292                                                | Graz-Umgebung          |
| Stattegg                          | 2.780                                             | Stattegg                                                 | 2.780                                                | Graz-Umgebung          |
| Stiwoll                           | 719                                               | Stiwoll                                                  | 719                                                  | Graz-Umgebung          |
| Thal                              | 2.240                                             | Thal                                                     | 2.240                                                | Graz-Umgebung          |
| Übelbach                          | 2.000                                             | Übelbach                                                 | 2.000                                                | Graz-Umgebung          |
| Unterpremstätten                  | 3.964                                             | Unterpremstätten-Zettling, seit 2016 Premstätten         | 5.534                                                | Graz-Umgebung          |
| Zettling                          | 1.570                                             | Unterpremstätten-Zettling, seit 2016 Premstätten         | 5.534                                                | Graz-Umgebung          |
| Vasoldsberg                       | 4.328                                             | Vasoldsberg                                              | 4.328                                                | Graz-Umgebung          |
| Weinitzen                         | 2.596                                             | Weinitzen                                                | 2.596                                                | Graz-Umgebung          |
| Werndorf                          | 2.248                                             | Werndorf                                                 | 2.248                                                | Graz-Umgebung          |
| Wundschuh                         | 1.539                                             | Wundschuh                                                | 1.539                                                | Graz-Umgebung          |
| Bad Blumau                        | 1.595                                             | Bad Blumau                                               | 1.595                                                | Hartberg-Fürstenfeld   |
| Bad Waltersdorf                   | 2.192                                             | Bad Waltersdorf                                          | 3.704                                                | Hartberg-Fürstenfeld   |
| Limbach bei Neudau                | 351                                               | Bad Waltersdorf                                          | 3.704                                                | Hartberg-Fürstenfeld   |
| Sebersdorf                        | 1.407                                             | Bad Waltersdorf                                          | 3.704                                                | Hartberg-Fürstenfeld   |
| Burgau                            | 1.066                                             | Burgau                                                   | 1.066                                                | Hartberg-Fürstenfeld   |
| Dechantskirchen                   | 1.627                                             | Dechantskirchen                                          | 2.043                                                | Hartberg-Fürstenfeld   |
| Schlag bei Thalberg               | 911                                               | Dechantskirchen                                          | 2.043                                                | Hartberg-Fürstenfeld   |
| Ebersdorf                         | 1.229                                             | Ebersdorf                                                | 1.229                                                | Hartberg-Fürstenfeld   |
| Blaindorf                         | 668                                               | Feistritztal                                             | 2.404                                                | Hartberg-Fürstenfeld   |
| Hirnsdorf                         | 677                                               | Feistritztal                                             | 2.404                                                | Hartberg-Fürstenfeld   |
| Kaibing                           | 392                                               | Feistritztal                                             | 2.404                                                | Hartberg-Fürstenfeld   |
| Sankt Johann bei Herberstein      | 380                                               | Feistritztal                                             | 2.404                                                | Hartberg-Fürstenfeld   |
| Siegersdorf bei Herberstein       | 287                                               | Feistritztal                                             | 2.404                                                | Hartberg-Fürstenfeld   |
| Friedberg                         | 2.582                                             | Friedberg                                                | 2.582                                                | Hartberg-Fürstenfeld   |
| Altenmarkt bei Fürstenfeld        | 1.134                                             | Fürstenfeld                                              | 8.237                                                | Hartberg-Fürstenfeld   |
| Fürstenfeld                       | 5.964                                             | Fürstenfeld                                              | 8.237                                                | Hartberg-Fürstenfeld   |
| Übersbach                         | 1.139                                             | Fürstenfeld                                              | 8.237                                                | Hartberg-Fürstenfeld   |
| Grafendorf bei Hartberg           | 2.513                                             | Grafendorf bei Hartberg                                  | 3.145                                                | Hartberg-Fürstenfeld   |
| Stambach                          | 632                                               | Grafendorf bei Hartberg                                  | 3.145                                                | Hartberg-Fürstenfeld   |
| Greinbach                         | 1.783                                             | Greinbach                                                | 1.783                                                | Hartberg-Fürstenfeld   |
| Großsteinbach                     | 1.285                                             | Großsteinbach                                            | 1.285                                                | Hartberg-Fürstenfeld   |
| Großwilfersdorf                   | 1.401                                             | Großwilfersdorf                                          | 2.017                                                | Hartberg-Fürstenfeld   |
| Hainersdorf                       | 616                                               | Großwilfersdorf                                          | 2.017                                                | Hartberg-Fürstenfeld   |
| Hartberg                          | 6.449                                             | Hartberg                                                 | 6.449                                                | Hartberg-Fürstenfeld   |
| Hartberg Umgebung                 | 2.226                                             | Hartberg Umgebung                                        | 2.226                                                | Hartberg-Fürstenfeld   |
| Großhart                          | 635                                               | Hartl                                                    | 2.133                                                | Hartberg-Fürstenfeld   |
| Hartl                             | 808                                               | Hartl                                                    | 2.133                                                | Hartberg-Fürstenfeld   |
| Tiefenbach bei Kaindorf           | 690                                               | Hartl                                                    | 2.133                                                | Hartberg-Fürstenfeld   |
| Ilz                               | 2.552                                             | Ilz                                                      | 3.693                                                | Hartberg-Fürstenfeld   |
| Nestelbach im Ilztal              | 1.141                                             | Ilz                                                      | 3.693                                                | Hartberg-Fürstenfeld   |
| Dienersdorf                       | 690                                               | Kaindorf                                                 | 2.810                                                | Hartberg-Fürstenfeld   |
| Hofkirchen bei Hartberg           | 639                                               | Kaindorf                                                 | 2.810                                                | Hartberg-Fürstenfeld   |
| Kaindorf                          | 1.481                                             | Kaindorf                                                 | 2.810                                                | Hartberg-Fürstenfeld   |
| Lafnitz                           | 1.420                                             | Lafnitz                                                  | 1.420                                                | Hartberg-Fürstenfeld   |
| Loipersdorf bei Fürstenfeld       | 1.405                                             | Loipersdorf bei Fürstenfeld, seit 2020 Bad Loipersdorf   | 1.900                                                | Hartberg-Fürstenfeld   |
| Stein                             | 495                                               | Loipersdorf bei Fürstenfeld, seit 2020 Bad Loipersdorf   | 1.900                                                | Hartberg-Fürstenfeld   |
| Limbach bei Neudau                | 351                                               | Neudau                                                   | 1.445                                                | Hartberg-Fürstenfeld   |
| Neudau                            | 1.199                                             | Neudau                                                   | 1.445                                                | Hartberg-Fürstenfeld   |
| Ottendorf an der Rittschein       | 1.525                                             | Ottendorf an der Rittschein                              | 1.525                                                | Hartberg-Fürstenfeld   |
| Pinggau                           | 3.126                                             | Pinggau                                                  | 3.126                                                | Hartberg-Fürstenfeld   |
| Pöllau                            | 2.041                                             | Pöllau                                                   | 6.072                                                | Hartberg-Fürstenfeld   |
| Rabenwald                         | 604                                               | Pöllau                                                   | 6.072                                                | Hartberg-Fürstenfeld   |
| Saifen-Boden                      | 1.034                                             | Pöllau                                                   | 6.072                                                | Hartberg-Fürstenfeld   |
| Schönegg bei Pöllau               | 1.367                                             | Pöllau                                                   | 6.072                                                | Hartberg-Fürstenfeld   |
| Sonnhofen                         | 1.026                                             | Pöllau                                                   | 6.072                                                | Hartberg-Fürstenfeld   |
| Pöllauberg                        | 2.127                                             | Pöllauberg                                               | 2.127                                                | Hartberg-Fürstenfeld   |
| Rohr bei Hartberg                 | 1.103                                             | Rohr bei Hartberg                                        | 1.482                                                | Hartberg-Fürstenfeld   |
| Wörth an der Lafnitz              | 379                                               | Rohr bei Hartberg                                        | 1.482                                                | Hartberg-Fürstenfeld   |
| Eichberg                          | 1.178                                             | Rohrbach an der Lafnitz                                  | 2.719                                                | Hartberg-Fürstenfeld   |
| Rohrbach an der Lafnitz           | 1.046                                             | Rohrbach an der Lafnitz                                  | 2.719                                                | Hartberg-Fürstenfeld   |
| Schlag bei Thalberg               | 911                                               | Rohrbach an der Lafnitz                                  | 2.719                                                | Hartberg-Fürstenfeld   |
| Sankt Jakob im Walde              | 1.071                                             | Sankt Jakob im Walde                                     | 1.071                                                | Hartberg-Fürstenfeld   |
| Sankt Johann in der Haide         | 2.043                                             | Sankt Johann in der Haide                                | 2.043                                                | Hartberg-Fürstenfeld   |
| Sankt Lorenzen am Wechsel         | 1.548                                             | Sankt Lorenzen am Wechsel                                | 1.548                                                | Hartberg-Fürstenfeld   |
| Schäffern                         | 1.409                                             | Schäffern                                                | 1.409                                                | Hartberg-Fürstenfeld   |
| Söchau                            | 1.412                                             | Söchau                                                   | 1.412                                                | Hartberg-Fürstenfeld   |
| Stubenberg                        | 2.278                                             | Stubenberg                                               | 2.278                                                | Hartberg-Fürstenfeld   |
| Puchegg                           | 551                                               | Vorau                                                    | 4.816                                                | Hartberg-Fürstenfeld   |
| Riegersberg                       | 995                                               | Vorau                                                    | 4.816                                                | Hartberg-Fürstenfeld   |
| Schachen bei Vorau                | 1.174                                             | Vorau                                                    | 4.816                                                | Hartberg-Fürstenfeld   |
| Vorau                             | 1.374                                             | Vorau                                                    | 4.816                                                | Hartberg-Fürstenfeld   |
| Vornholz                          | 722                                               | Vorau                                                    | 4.816                                                | Hartberg-Fürstenfeld   |
| Mönichwald                        | 864                                               | Waldbach-Mönichwald                                      | 1.557                                                | Hartberg-Fürstenfeld   |
| Waldbach                          | 693                                               | Waldbach-Mönichwald                                      | 1.557                                                | Hartberg-Fürstenfeld   |
| Wenigzell                         | 1.422                                             | Wenigzell                                                | 1.422                                                | Hartberg-Fürstenfeld   |
| Buch-St. Magdalena                | 2.156                                             | Buch-St. Magdalena                                       | 2.156                                                | Hartberg-Fürstenfeld   |
| Allerheiligen bei Wildon          | 1.425                                             | Allerheiligen bei Wildon                                 | 1.425                                                | Leibnitz               |
| Arnfels                           | 1.081                                             | Arnfels                                                  | 1.081                                                | Leibnitz               |
| Berghausen                        | 632                                               | Ehrenhausen an der Weinstraße                            | 2.523                                                | Leibnitz               |
| Ehrenhausen                       | 1.019                                             | Ehrenhausen an der Weinstraße                            | 2.523                                                | Leibnitz               |
| Ratsch an der Weinstraße          | 445                                               | Ehrenhausen an der Weinstraße                            | 2.523                                                | Leibnitz               |
| Retznei                           | 427                                               | Ehrenhausen an der Weinstraße                            | 2.523                                                | Leibnitz               |
| Empersdorf                        | 1.325                                             | Empersdorf                                               | 1.325                                                | Leibnitz               |
| Gabersdorf                        | 1.126                                             | Gabersdorf                                               | 1.126                                                | Leibnitz               |
| Gamlitz                           | 3.110                                             | Gamlitz                                                  | 3.236                                                | Leibnitz               |
| Sulztal an der Weinstraße         | 126                                               | Gamlitz                                                  | 3.236                                                | Leibnitz               |
| Gleinstätten                      | 1.441                                             | Gleinstätten                                             | 2.843                                                | Leibnitz               |
| Pistorf                           | 1.402                                             | Gleinstätten                                             | 2.843                                                | Leibnitz               |
| Gralla                            | 2.188                                             | Gralla                                                   | 2.188                                                | Leibnitz               |
| Großklein                         | 2.292                                             | Großklein                                                | 2.292                                                | Leibnitz               |
| Heiligenkreuz am Waasen           | 1.924                                             | Heiligenkreuz am Waasen                                  | 2.704                                                | Leibnitz               |
| Sankt Ulrich am Waasen            | 780                                               | Heiligenkreuz am Waasen                                  | 2.704                                                | Leibnitz               |
| Heimschuh                         | 1.999                                             | Heimschuh                                                | 1.999                                                | Leibnitz               |
| Hengsberg                         | 1.395                                             | Hengsberg                                                | 1.395                                                | Leibnitz               |
| Kitzeck im Sausal                 | 1.223                                             | Kitzeck im Sausal                                        | 1.223                                                | Leibnitz               |
| Lang                              | 1.231                                             | Lang                                                     | 1.231                                                | Leibnitz               |
| Lebring-Sankt Margarethen         | 2.028                                             | Lebring-Sankt Margarethen                                | 2.028                                                | Leibnitz               |
| Kaindorf an der Sulm              | 2.510                                             | Leibnitz                                                 | 11.314                                               | Leibnitz               |
| Leibnitz                          | 7.853                                             | Leibnitz                                                 | 11.314                                               | Leibnitz               |
| Seggauberg                        | 951                                               | Leibnitz                                                 | 11.314                                               | Leibnitz               |
| Eichberg-Trautenburg              | 773                                               | Leutschach an der Weinstraße                             | 3.811                                                | Leibnitz               |
| Glanz an der Weinstraße           | 1.395                                             | Leutschach an der Weinstraße                             | 3.811                                                | Leibnitz               |
| Leutschach                        | 567                                               | Leutschach an der Weinstraße                             | 3.811                                                | Leibnitz               |
| Schloßberg                        | 1.076                                             | Leutschach an der Weinstraße                             | 3.811                                                | Leibnitz               |
| Oberhaag                          | 2.196                                             | Oberhaag                                                 | 2.196                                                | Leibnitz               |
| Ragnitz                           | 1.481                                             | Ragnitz                                                  | 1.481                                                | Leibnitz               |
| Sankt Andrä-Höch                  | 1.759                                             | Sankt Andrä-Höch                                         | 1.759                                                | Leibnitz               |
| Sankt Georgen an der Stiefing     | 1.085                                             | Sankt Georgen an der Stiefing                            | 1.500                                                | Leibnitz               |
| Stocking                          | 1.455                                             | Sankt Georgen an der Stiefing                            | 1.500                                                | Leibnitz               |
| Sankt Johann im Saggautal         | 2.037                                             | Sankt Johann im Saggautal                                | 2.037                                                | Leibnitz               |
| Sankt Nikolai im Sausal           | 2.206                                             | Sankt Nikolai im Sausal                                  | 2.206                                                | Leibnitz               |
| Sankt Nikolai ob Draßling         | 1.097                                             | Sankt Veit in der Südsteiermark                          | 4.044                                                | Leibnitz               |
| Sankt Veit am Vogau               | 1.918                                             | Sankt Veit in der Südsteiermark                          | 4.044                                                | Leibnitz               |
| Weinburg am Saßbach               | 1.029                                             | Sankt Veit in der Südsteiermark                          | 4.044                                                | Leibnitz               |
| Breitenfeld am Tannenriegel       | 197                                               | Schwarzautal                                             | 2.301                                                | Leibnitz               |
| Hainsdorf im Schwarzautal         | 289                                               | Schwarzautal                                             | 2.301                                                | Leibnitz               |
| Mitterlabill                      | 394                                               | Schwarzautal                                             | 2.301                                                | Leibnitz               |
| Schwarzau im Schwarzautal         | 622                                               | Schwarzautal                                             | 2.301                                                | Leibnitz               |
| Wolfsberg im Schwarzautal         | 799                                               | Schwarzautal                                             | 2.301                                                | Leibnitz               |
| Obervogau                         | 862                                               | Straß-Spielfeld, seit 2016 Straß in Steiermark           | 4.742                                                | Leibnitz               |
| Spielfeld                         | 968                                               | Straß-Spielfeld, seit 2016 Straß in Steiermark           | 4.742                                                | Leibnitz               |
| Straß in Steiermark               | 1.797                                             | Straß-Spielfeld, seit 2016 Straß in Steiermark           | 4.742                                                | Leibnitz               |
| Vogau                             | 1.115                                             | Straß-Spielfeld, seit 2016 Straß in Steiermark           | 4.742                                                | Leibnitz               |
| Tillmitsch                        | 3.197                                             | Tillmitsch                                               | 3.197                                                | Leibnitz               |
| Wagna                             | 5.426                                             | Wagna                                                    | 5.426                                                | Leibnitz               |
| Stocking                          | 1.455                                             | Wildon                                                   | 5.186                                                | Leibnitz               |
| Weitendorf                        | 1.542                                             | Wildon                                                   | 5.186                                                | Leibnitz               |
| Wildon                            | 2.604                                             | Wildon                                                   | 5.186                                                | Leibnitz               |
| Eisenerz                          | 4.520                                             | Eisenerz                                                 | 4.520                                                | Leoben                 |
| Kalwang                           | 1.054                                             | Kalwang                                                  | 1.054                                                | Leoben                 |
| Kammern im Liesingtal             | 1.645                                             | Kammern im Liesingtal                                    | 1.645                                                | Leoben                 |
| Kraubath an der Mur               | 1.277                                             | Kraubath an der Mur                                      | 1.277                                                | Leoben                 |
| Leoben                            | 24.466                                            | Leoben                                                   | 24.466                                               | Leoben                 |
| Mautern in Steiermark             | 1.814                                             | Mautern in Steiermark                                    | 1.814                                                | Leoben                 |
| Niklasdorf                        | 2.560                                             | Niklasdorf                                               | 2.560                                                | Leoben                 |
| Proleb                            | 1.537                                             | Proleb                                                   | 1.537                                                | Leoben                 |
| Radmer                            | 618                                               | Radmer                                                   | 618                                                  | Leoben                 |
| Sankt Michael in Obersteiermark   | 3.040                                             | Sankt Michael in Obersteiermark                          | 3.040                                                | Leoben                 |
| Sankt Peter-Freienstein           | 2.419                                             | Sankt Peter-Freienstein                                  | 2.419                                                | Leoben                 |
| Sankt Stefan ob Leoben            | 1.933                                             | Sankt Stefan ob Leoben                                   | 1.933                                                | Leoben                 |
| Traboch                           | 1.364                                             | Traboch                                                  | 1.364                                                | Leoben                 |
| Trofaiach                         | 11.190                                            | Trofaiach                                                | 11.190                                               | Leoben                 |
| Vordernberg                       | 1.006                                             | Vordernberg                                              | 1.006                                                | Leoben                 |
| Wald am Schoberpaß                | 598                                               | Wald am Schoberpaß                                       | 598                                                  | Leoben                 |
| Admont                            | 2.508                                             | Admont                                                   | 4.988                                                | Liezen                 |
| Hall                              | 1.744                                             | Admont                                                   | 4.988                                                | Liezen                 |
| Johnsbach                         | 150                                               | Admont                                                   | 4.988                                                | Liezen                 |
| Weng im Gesäuse                   | 586                                               | Admont                                                   | 4.988                                                | Liezen                 |
| Aich                              | 920                                               | Aich                                                     | 1.205                                                | Liezen                 |
| Gössenberg                        | 285                                               | Aich                                                     | 1.205                                                | Liezen                 |
| Aigen im Ennstal                  | 2.557                                             | Aigen im Ennstal                                         | 2.557                                                | Liezen                 |
| Altaussee                         | 1.825                                             | Altaussee                                                | 1.825                                                | Liezen                 |
| Altenmarkt bei Sankt Gallen       | 852                                               | Altenmarkt bei Sankt Gallen                              | 852                                                  | Liezen                 |
| Ardning                           | 1.197                                             | Ardning                                                  | 1.197                                                | Liezen                 |
| Bad Aussee                        | 4.779                                             | Bad Aussee                                               | 4.779                                                | Liezen                 |
| Bad Mitterndorf                   | 3.127                                             | Bad Mitterndorf                                          | 4.875                                                | Liezen                 |
| Pichl-Kainisch                    | 743                                               | Bad Mitterndorf                                          | 4.875                                                | Liezen                 |
| Tauplitz                          | 1.005                                             | Bad Mitterndorf                                          | 4.875                                                | Liezen                 |
| Gaishorn am See                   | 997                                               | Gaishorn am See                                          | 1.363                                                | Liezen                 |
| Treglwang                         | 366                                               | Gaishorn am See                                          | 1.363                                                | Liezen                 |
| Gröbming                          | 2.803                                             | Gröbming                                                 | 2.803                                                | Liezen                 |
| Grundlsee                         | 1.219                                             | Grundlsee                                                | 1.219                                                | Liezen                 |
| Haus                              | 2.402                                             | Haus                                                     | 2.402                                                | Liezen                 |
| Donnersbach                       | 1.085                                             | Irdning-Donnersbachtal                                   | 4.148                                                | Liezen                 |
| Donnersbachwald                   | 314                                               | Irdning-Donnersbachtal                                   | 4.148                                                | Liezen                 |
| Irdning                           | 2.749                                             | Irdning-Donnersbachtal                                   | 4.148                                                | Liezen                 |
| Gams bei Hieflau                  | 561                                               | Landl                                                    | 2.943                                                | Liezen                 |
| Hieflau                           | 730                                               | Landl                                                    | 2.943                                                | Liezen                 |
| Landl                             | 1.258                                             | Landl                                                    | 2.943                                                | Liezen                 |
| Palfau                            | 394                                               | Landl                                                    | 2.943                                                | Liezen                 |
| Lassing                           | 1.667                                             | Lassing                                                  | 1.667                                                | Liezen                 |
| Liezen                            | 6.865                                             | Liezen                                                   | 7.982                                                | Liezen                 |
| Weißenbach bei Liezen             | 1.117                                             | Liezen                                                   | 7.982                                                | Liezen                 |
| Michaelerberg                     | 551                                               | Michaelerberg-Pruggern                                   | 1.174                                                | Liezen                 |
| Pruggern                          | 623                                               | Michaelerberg-Pruggern                                   | 1.174                                                | Liezen                 |
| Mitterberg                        | 1.157                                             | Mitterberg-Sankt Martin                                  | 1.931                                                | Liezen                 |
| Sankt Martin am Grimming          | 774                                               | Mitterberg-Sankt Martin                                  | 1.931                                                | Liezen                 |
| Niederöblarn                      | 598                                               | Öblarn                                                   | 2.045                                                | Liezen                 |
| Öblarn                            | 1.447                                             | Öblarn                                                   | 2.045                                                | Liezen                 |
| Ramsau am Dachstein               | 2.766                                             | Ramsau am Dachstein                                      | 2.766                                                | Liezen                 |
| Oppenberg                         | 242                                               | Rottenmann                                               | 5.283                                                | Liezen                 |
| Rottenmann                        | 5.041                                             | Rottenmann                                               | 5.283                                                | Liezen                 |
| Sankt Gallen                      | 1.396                                             | Sankt Gallen                                             | 1.879                                                | Liezen                 |
| Weißenbach an der Enns            | 483                                               | Sankt Gallen                                             | 1.879                                                | Liezen                 |
| Pichl-Preunegg                    | 898                                               | Schladming                                               | 6.676                                                | Liezen                 |
| Rohrmoos-Untertal                 | 1.376                                             | Schladming                                               | 6.676                                                | Liezen                 |
| Schladming                        | 4.402                                             | Schladming                                               | 6.676                                                | Liezen                 |
| Selzthal                          | 1.641                                             | Selzthal                                                 | 1.641                                                | Liezen                 |
| Großsölk                          | 489                                               | Sölk                                                     | 1.557                                                | Liezen                 |
| Kleinsölk                         | 583                                               | Sölk                                                     | 1.557                                                | Liezen                 |
| Sankt Nikolai im Sölktal          | 485                                               | Sölk                                                     | 1.557                                                | Liezen                 |
| Pürgg-Trautenfels                 | 891                                               | Stainach-Pürgg                                           | 2.848                                                | Liezen                 |
| Stainach                          | 1.957                                             | Stainach-Pürgg                                           | 2.848                                                | Liezen                 |
| Trieben                           | 3.353                                             | Trieben                                                  | 3.353                                                | Liezen                 |
| Wildalpen                         | 500                                               | Wildalpen                                                | 500                                                  | Liezen                 |
| Wörschach                         | 1.165                                             | Wörschach                                                | 1.165                                                | Liezen                 |
| Krakaudorf                        | 645                                               | Krakau                                                   | 1.495                                                | Murau                  |
| Krakauhintermühlen                | 533                                               | Krakau                                                   | 1.495                                                | Murau                  |
| Krakauschatten                    | 317                                               | Krakau                                                   | 1.495                                                | Murau                  |
| Mühlen                            | 904                                               | Mühlen                                                   | 904                                                  | Murau                  |
| Laßnitz bei Murau                 | 1.036                                             | Murau                                                    | 3.758                                                | Murau                  |
| Murau                             | 2.131                                             | Murau                                                    | 3.758                                                | Murau                  |
| Stolzalpe                         | 457                                               | Murau                                                    | 3.758                                                | Murau                  |
| Triebendorf                       | 134                                               | Murau                                                    | 3.758                                                | Murau                  |
| Dürnstein in der Steiermark       | 278                                               | Neumarkt in der Steiermark                               | 5.072                                                | Murau                  |
| Kulm am Zirbitz                   | 308                                               | Neumarkt in der Steiermark                               | 5.072                                                | Murau                  |
| Mariahof                          | 1.352                                             | Neumarkt in der Steiermark                               | 5.072                                                | Murau                  |
| Neumarkt in Steiermark            | 1.690                                             | Neumarkt in der Steiermark                               | 5.072                                                | Murau                  |
| Perchau am Sattel                 | 301                                               | Neumarkt in der Steiermark                               | 5.072                                                | Murau                  |
| Sankt Marein bei Neumarkt         | 932                                               | Neumarkt in der Steiermark                               | 5.072                                                | Murau                  |
| Zeutschach                        | 211                                               | Neumarkt in der Steiermark                               | 5.072                                                | Murau                  |
| Niederwölz                        | 617                                               | Niederwölz                                               | 617                                                  | Murau                  |
| Oberwölz Stadt                    | 987                                               | Oberwölz                                                 | 3.049                                                | Murau                  |
| Oberwölz Umgebung                 | 777                                               | Oberwölz                                                 | 3.049                                                | Murau                  |
| Schönberg-Lachtal                 | 429                                               | Oberwölz                                                 | 3.049                                                | Murau                  |
| Winklern bei Oberwölz             | 856                                               | Oberwölz                                                 | 3.049                                                | Murau                  |
| Ranten                            | 1.037                                             | Ranten                                                   | 1.184                                                | Murau                  |
| Rinegg                            | 147                                               | Ranten                                                   | 1.184                                                | Murau                  |
| Sankt Georgen ob Murau            | 1.387                                             | Sankt Georgen am Kreischberg                             | 1.851                                                | Murau                  |
| St. Ruprecht-Falkendorf           | 464                                               | Sankt Georgen am Kreischberg                             | 1.851                                                | Murau                  |
| Sankt Blasen                      | 552                                               | Sankt Lambrecht                                          | 1.948                                                | Murau                  |
| Sankt Lambrecht                   | 1.396                                             | Sankt Lambrecht                                          | 1.948                                                | Murau                  |
| Sankt Lorenzen bei Scheifling     | 634                                               | Scheifling                                               | 2.186                                                | Murau                  |
| Scheifling                        | 1.552                                             | Scheifling                                               | 2.186                                                | Murau                  |
| Schöder                           | 981                                               | Schöder                                                  | 981                                                  | Murau                  |
| St. Peter am Kammersberg          | 2.063                                             | St. Peter am Kammersberg                                 | 2.063                                                | Murau                  |
| Predlitz-Turrach                  | 822                                               | Stadl-Predlitz                                           | 1.790                                                | Murau                  |
| Stadl an der Mur                  | 968                                               | Stadl-Predlitz                                           | 1.790                                                | Murau                  |
| Frojach-Katsch                    | 1.155                                             | Teufenbach-Katsch                                        | 1.842                                                | Murau                  |
| Teufenbach                        | 687                                               | Teufenbach-Katsch                                        | 1.842                                                | Murau                  |
| Fohnsdorf                         | 7.813                                             | Fohnsdorf                                                | 7.813                                                | Murtal                 |
| Gaal                              | 1.453                                             | Gaal                                                     | 1.453                                                | Murtal                 |
| Großlobming                       | 1.215                                             | Großlobming, seit 2016 Lobmingtal                        | 1.846                                                | Murtal                 |
| Kleinlobming                      | 631                                               | Großlobming, seit 2016 Lobmingtal                        | 1.846                                                | Murtal                 |
| Hohentauern                       | 434                                               | Hohentauern                                              | 434                                                  | Murtal                 |
| Judenburg                         | 9.191                                             | Judenburg                                                | 10.141                                               | Murtal                 |
| Oberweg                           | 574                                               | Judenburg                                                | 10.141                                               | Murtal                 |
| Reifling                          | 376                                               | Judenburg                                                | 10.141                                               | Murtal                 |
| Apfelberg                         | 1.145                                             | Knittelfeld                                              | 12.446                                               | Murtal                 |
| Knittelfeld                       | 11.301                                            | Knittelfeld                                              | 12.446                                               | Murtal                 |
| Kobenz                            | 1.830                                             | Kobenz                                                   | 1.830                                                | Murtal                 |
| Amering                           | 1.080                                             | Obdach                                                   | 3.876                                                | Murtal                 |
| Obdach                            | 2.033                                             | Obdach                                                   | 3.876                                                | Murtal                 |
| Sankt Anna am Lavantegg           | 388                                               | Obdach                                                   | 3.876                                                | Murtal                 |
| Sankt Wolfgang-Kienberg           | 375                                               | Obdach                                                   | 3.876                                                | Murtal                 |
| Oberkurzheim                      | 694                                               | Pöls-Oberkurzheim                                        | 3.061                                                | Murtal                 |
| Pöls                              | 2.367                                             | Pöls-Oberkurzheim                                        | 3.061                                                | Murtal                 |
| Bretstein                         | 302                                               | Pölstal                                                  | 2.768                                                | Murtal                 |
| Oberzeiring                       | 834                                               | Pölstal                                                  | 2.768                                                | Murtal                 |
| Sankt Johann am Tauern            | 476                                               | Pölstal                                                  | 2.768                                                | Murtal                 |
| Sankt Oswald-Möderbrugg           | 1.156                                             | Pölstal                                                  | 2.768                                                | Murtal                 |
| Pusterwald                        | 485                                               | Pusterwald                                               | 485                                                  | Murtal                 |
| Sankt Georgen ob Judenburg        | 875                                               | Sankt Georgen ob Judenburg                               | 875                                                  | Murtal                 |
| Feistritz bei Knittelfeld         | 789                                               | Sankt Marein-Feistritz                                   | 2.034                                                | Murtal                 |
| Sankt Marein bei Knittelfeld      | 1.245                                             | Sankt Marein-Feistritz                                   | 2.034                                                | Murtal                 |
| Rachau                            | 613                                               | Sankt Margarethen bei Knittelfeld                        | 2.715                                                | Murtal                 |
| Sankt Lorenzen bei Knittelfeld    | 804                                               | Sankt Margarethen bei Knittelfeld                        | 2.715                                                | Murtal                 |
| Sankt Margarethen bei Knittelfeld | 1.298                                             | Sankt Margarethen bei Knittelfeld                        | 2.715                                                | Murtal                 |
| Sankt Peter ob Judenburg          | 1.072                                             | Sankt Peter ob Judenburg                                 | 1.072                                                | Murtal                 |
| Seckau                            | 1.285                                             | Seckau                                                   | 1.285                                                | Murtal                 |
| Flatschach                        | 192                                               | Spielberg                                                | 5.295                                                | Murtal                 |
| Spielberg                         | 5.103                                             | Spielberg                                                | 5.295                                                | Murtal                 |
| Unzmarkt-Frauenburg               | 1.393                                             | Unzmarkt-Frauenburg                                      | 1.393                                                | Murtal                 |
| Eppenstein                        | 1.217                                             | Weißkirchen in Steiermark                                | 4.916                                                | Murtal                 |
| Maria Buch-Feistritz              | 2.244                                             | Weißkirchen in Steiermark                                | 4.916                                                | Murtal                 |
| Reisstraße                        | 167                                               | Weißkirchen in Steiermark                                | 4.916                                                | Murtal                 |
| Weißkirchen in Steiermark         | 1.288                                             | Weißkirchen in Steiermark                                | 4.916                                                | Murtal                 |
| Zeltweg                           | 7.303                                             | Zeltweg                                                  | 7.303                                                | Murtal                 |
| Bad Gleichenberg                  | 2.221                                             | Bad Gleichenberg                                         | 5.278                                                | Südoststeiermark       |
| Bairisch Kölldorf                 | 1.038                                             | Bad Gleichenberg                                         | 5.278                                                | Südoststeiermark       |
| Merkendorf                        | 1.143                                             | Bad Gleichenberg                                         | 5.278                                                | Südoststeiermark       |
| Trautmannsdorf in Oststeiermark   | 876                                               | Bad Gleichenberg                                         | 5.278                                                | Südoststeiermark       |
| Bad Radkersburg                   | 1.317                                             | Bad Radkersburg                                          | 3.064                                                | Südoststeiermark       |
| Radkersburg Umgebung              | 1.747                                             | Bad Radkersburg                                          | 3.064                                                | Südoststeiermark       |
| Deutsch Goritz                    | 1.239                                             | Deutsch Goritz                                           | 1.848                                                | Südoststeiermark       |
| Ratschendorf                      | 609                                               | Deutsch Goritz                                           | 1.848                                                | Südoststeiermark       |
| Edelsbach bei Feldbach            | 1.338                                             | Edelsbach bei Feldbach                                   | 1.338                                                | Südoststeiermark       |
| Eichkögl                          | 1.241                                             | Eichkögl                                                 | 1.241                                                | Südoststeiermark       |
| Fehring                           | 2.996                                             | Fehring                                                  | 7.338                                                | Südoststeiermark       |
| Hatzendorf                        | 1.751                                             | Fehring                                                  | 7.338                                                | Südoststeiermark       |
| Hohenbrugg-Weinberg               | 973                                               | Fehring                                                  | 7.338                                                | Südoststeiermark       |
| Johnsdorf-Brunn                   | 808                                               | Fehring                                                  | 7.338                                                | Südoststeiermark       |
| Pertlstein                        | 810                                               | Fehring                                                  | 7.338                                                | Südoststeiermark       |
| Auersbach                         | 867                                               | Feldbach                                                 | 12.989                                               | Südoststeiermark       |
| Feldbach                          | 4.646                                             | Feldbach                                                 | 12.989                                               | Südoststeiermark       |
| Gniebing-Weißenbach               | 2.194                                             | Feldbach                                                 | 12.989                                               | Südoststeiermark       |
| Gossendorf                        | 884                                               | Feldbach                                                 | 12.989                                               | Südoststeiermark       |
| Leitersdorf im Raabtal            | 677                                               | Feldbach                                                 | 12.989                                               | Südoststeiermark       |
| Mühldorf bei Feldbach             | 3.145                                             | Feldbach                                                 | 12.989                                               | Südoststeiermark       |
| Raabau                            | 576                                               | Feldbach                                                 | 12.989                                               | Südoststeiermark       |
| Aug-Radisch                       | 280                                               | Gnas                                                     | 6.016                                                | Südoststeiermark       |
| Baumgarten bei Gnas               | 541                                               | Gnas                                                     | 6.016                                                | Südoststeiermark       |
| Gnas                              | 1.913                                             | Gnas                                                     | 6.016                                                | Südoststeiermark       |
| Grabersdorf                       | 345                                               | Gnas                                                     | 6.016                                                | Südoststeiermark       |
| Kohlberg                          | 506                                               | Gnas                                                     | 6.016                                                | Südoststeiermark       |
| Maierdorf                         | 514                                               | Gnas                                                     | 6.016                                                | Südoststeiermark       |
| Poppendorf                        | 689                                               | Gnas                                                     | 6.016                                                | Südoststeiermark       |
| Raning                            | 795                                               | Gnas                                                     | 6.016                                                | Südoststeiermark       |
| Trössing                          | 269                                               | Gnas                                                     | 6.016                                                | Südoststeiermark       |
| Unterauersbach                    | 442                                               | Gnas                                                     | 6.016                                                | Südoststeiermark       |
| Halbenrain                        | 1.752                                             | Halbenrain                                               | 1.752                                                | Südoststeiermark       |
| Jagerberg                         | 1.671                                             | Jagerberg                                                | 1.671                                                | Südoststeiermark       |
| Kapfenstein                       | 1.598                                             | Kapfenstein                                              | 1.598                                                | Südoststeiermark       |
| Kirchbach in Steiermark           | 1.543                                             | Kirchbach in der Steiermark, seit 2016 Kirchbach-Zerlach | 3.233                                                | Südoststeiermark       |
| Zerlach                           | 1.690                                             | Kirchbach in der Steiermark, seit 2016 Kirchbach-Zerlach | 3.233                                                | Südoststeiermark       |
| Fladnitz im Raabtal               | 755                                               | Kirchberg an der Raab                                    | 4.389                                                | Südoststeiermark       |
| Kirchberg an der Raab             | 2.073                                             | Kirchberg an der Raab                                    | 4.389                                                | Südoststeiermark       |
| Oberdorf am Hochegg               | 724                                               | Kirchberg an der Raab                                    | 4.389                                                | Südoststeiermark       |
| Oberstorcha                       | 620                                               | Kirchberg an der Raab                                    | 4.389                                                | Südoststeiermark       |
| Studenzen                         | 704                                               | Kirchberg an der Raab                                    | 4.389                                                | Südoststeiermark       |
| Klöch                             | 1.220                                             | Klöch                                                    | 1.220                                                | Südoststeiermark       |
| Mettersdorf am Saßbach            | 1.292                                             | Mettersdorf am Saßbach                                   | 1.292                                                | Südoststeiermark       |
| Eichfeld                          | 879                                               | Mureck                                                   | 3.582                                                | Südoststeiermark       |
| Gosdorf                           | 1.152                                             | Mureck                                                   | 3.582                                                | Südoststeiermark       |
| Mureck                            | 1.551                                             | Mureck                                                   | 3.582                                                | Südoststeiermark       |
| Murfeld                           | 1.675                                             | Murfeld                                                  | 1.675                                                | Südoststeiermark       |
| Kohlberg                          | 506                                               | Paldau                                                   | 3.208                                                | Südoststeiermark       |
| Oberstorcha                       | 620                                               | Paldau                                                   | 3.208                                                | Südoststeiermark       |
| Paldau                            | 2.102                                             | Paldau                                                   | 3.208                                                | Südoststeiermark       |
| Perlsdorf                         | 341                                               | Paldau                                                   | 3.208                                                | Südoststeiermark       |
| Edelstauden                       | 451                                               | Pirching am Traubenberg                                  | 2.594                                                | Südoststeiermark       |
| Frannach                          | 548                                               | Pirching am Traubenberg                                  | 2.594                                                | Südoststeiermark       |
| Pirching am Traubenberg           | 1.595                                             | Pirching am Traubenberg                                  | 2.594                                                | Südoststeiermark       |
| Breitenfeld an der Rittschein     | 788                                               | Riegersburg                                              | 4.948                                                | Südoststeiermark       |
| Kornberg bei Riegersburg          | 1.143                                             | Riegersburg                                              | 4.948                                                | Südoststeiermark       |
| Lödersdorf                        | 711                                               | Riegersburg                                              | 4.948                                                | Südoststeiermark       |
| Riegersburg                       | 2.306                                             | Riegersburg                                              | 4.948                                                | Südoststeiermark       |
| Frutten-Gießelsdorf               | 620                                               | Sankt Anna am Aigen                                      | 2.366                                                | Südoststeiermark       |
| Sankt Anna am Aigen               | 1.746                                             | Sankt Anna am Aigen                                      | 2.366                                                | Südoststeiermark       |
| Bierbaum am Auersbach             | 463                                               | Sankt Peter am Ottersbach                                | 3.043                                                | Südoststeiermark       |
| Dietersdorf am Gnasbach           | 373                                               | Sankt Peter am Ottersbach                                | 3.043                                                | Südoststeiermark       |
| Sankt Peter am Ottersbach         | 2.207                                             | Sankt Peter am Ottersbach                                | 3.043                                                | Südoststeiermark       |
| Glojach                           | 242                                               | Sankt Stefan im Rosental                                 | 4.016                                                | Südoststeiermark       |
| Sankt Stefan im Rosental          | 3.774                                             | Sankt Stefan im Rosental                                 | 4.016                                                | Südoststeiermark       |
| Hof bei Straden                   | 846                                               | Straden                                                  | 3.691                                                | Südoststeiermark       |
| Krusdorf                          | 389                                               | Straden                                                  | 3.691                                                | Südoststeiermark       |
| Stainz bei Straden                | 946                                               | Straden                                                  | 3.691                                                | Südoststeiermark       |
| Straden                           | 1.510                                             | Straden                                                  | 3.691                                                | Südoststeiermark       |
| Tieschen                          | 1.306                                             | Tieschen                                                 | 1.306                                                | Südoststeiermark       |
| Unterlamm                         | 1.225                                             | Unterlamm                                                | 1.225                                                | Südoststeiermark       |
| Bärnbach                          | 5.224                                             | Bärnbach                                                 | 5.591                                                | Voitsberg              |
| Piberegg                          | 367                                               | Bärnbach                                                 | 5.591                                                | Voitsberg              |
| Edelschrott                       | 1.583                                             | Edelschrott                                              | 1.787                                                | Voitsberg              |
| Modriach                          | 204                                               | Edelschrott                                              | 1.787                                                | Voitsberg              |
| Geistthal                         | 807                                               | Geistthal-Södingberg                                     | 1.630                                                | Voitsberg              |
| Södingberg                        | 823                                               | Geistthal-Södingberg                                     | 1.630                                                | Voitsberg              |
| Hirschegg                         | 653                                               | Hirschegg-Pack                                           | 1.067                                                | Voitsberg              |
| Pack                              | 414                                               | Hirschegg-Pack                                           | 1.067                                                | Voitsberg              |
| Gallmannsegg                      | 305                                               | Kainach bei Voitsberg                                    | 1.671                                                | Voitsberg              |
| Kainach bei Voitsberg             | 664                                               | Kainach bei Voitsberg                                    | 1.671                                                | Voitsberg              |
| Kohlschwarz                       | 702                                               | Kainach bei Voitsberg                                    | 1.671                                                | Voitsberg              |
| Graden                            | 475                                               | Köflach                                                  | 10.042                                               | Voitsberg              |
| Köflach                           | 9.567                                             | Köflach                                                  | 10.042                                               | Voitsberg              |
| Krottendorf-Gaisfeld              | 2.433                                             | Krottendorf-Gaisfeld                                     | 2.433                                                | Voitsberg              |
| Ligist                            | 3.207                                             | Ligist                                                   | 3.207                                                | Voitsberg              |
| Gößnitz                           | 441                                               | Maria Lankowitz                                          | 2.921                                                | Voitsberg              |
| Maria Lankowitz                   | 2.197                                             | Maria Lankowitz                                          | 2.921                                                | Voitsberg              |
| Salla                             | 283                                               | Maria Lankowitz                                          | 2.921                                                | Voitsberg              |
| Mooskirchen                       | 2.106                                             | Mooskirchen                                              | 2.106                                                | Voitsberg              |
| Rosental an der Kainach           | 1.687                                             | Rosental an der Kainach                                  | 1.687                                                | Voitsberg              |
| Sankt Martin am Wöllmißberg       | 811                                               | Sankt Martin am Wöllmißberg                              | 811                                                  | Voitsberg              |
| Sankt Johann-Köppling             | 1.795                                             | Söding-Sankt Johann                                      | 3.981                                                | Voitsberg              |
| Söding                            | 2.186                                             | Söding-Sankt Johann                                      | 3.981                                                | Voitsberg              |
| Stallhofen                        | 3.130                                             | Stallhofen                                               | 3.130                                                | Voitsberg              |
| Voitsberg                         | 9.535                                             | Voitsberg                                                | 9.535                                                | Voitsberg              |
| Albersdorf-Prebuch                | 2.000                                             | Albersdorf-Prebuch                                       | 2.000                                                | Weiz                   |
| Anger                             | 829                                               | Anger                                                    | 4.126                                                | Weiz                   |
| Baierdorf bei Anger               | 1.632                                             | Anger                                                    | 4.126                                                | Weiz                   |
| Feistritz bei Anger               | 1.069                                             | Anger                                                    | 4.126                                                | Weiz                   |
| Naintsch                          | 596                                               | Anger                                                    | 4.126                                                | Weiz                   |
| Birkfeld                          | 1.610                                             | Birkfeld                                                 | 5.139                                                | Weiz                   |
| Gschaid bei Birkfeld              | 930                                               | Birkfeld                                                 | 5.139                                                | Weiz                   |
| Haslau bei Birkfeld               | 440                                               | Birkfeld                                                 | 5.139                                                | Weiz                   |
| Koglhof                           | 1.094                                             | Birkfeld                                                 | 5.139                                                | Weiz                   |
| Waisenegg                         | 1.065                                             | Birkfeld                                                 | 5.139                                                | Weiz                   |
| Fischbach                         | 1.526                                             | Fischbach                                                | 1.526                                                | Weiz                   |
| Fladnitz an der Teichalm          | 1.170                                             | Fladnitz an der Teichalm                                 | 1.836                                                | Weiz                   |
| Tulwitz                           | 508                                               | Fladnitz an der Teichalm                                 | 1.836                                                | Weiz                   |
| Tyrnau                            | 158                                               | Fladnitz an der Teichalm                                 | 1.836                                                | Weiz                   |
| Floing                            | 1.209                                             | Floing                                                   | 1.209                                                | Weiz                   |
| Gasen                             | 942                                               | Gasen                                                    | 942                                                  | Weiz                   |
| Gersdorf an der Feistritz         | 1.203                                             | Gersdorf an der Feistritz                                | 1.681                                                | Weiz                   |
| Oberrettenbach                    | 478                                               | Gersdorf an der Feistritz                                | 1.681                                                | Weiz                   |
| Gleisdorf                         | 5.869                                             | Gleisdorf                                                | 10.067                                               | Weiz                   |
| Labuch                            | 809                                               | Gleisdorf                                                | 10.067                                               | Weiz                   |
| Laßnitzthal                       | 1.070                                             | Gleisdorf                                                | 10.067                                               | Weiz                   |
| Nitscha                           | 1.453                                             | Gleisdorf                                                | 10.067                                               | Weiz                   |
| Ungerdorf                         | 866                                               | Gleisdorf                                                | 10.067                                               | Weiz                   |
| Gutenberg an der Raabklamm        | 1.234                                             | Gutenberg-Stenzengreith                                  | 1.755                                                | Weiz                   |
| Stenzengreith                     | 521                                               | Gutenberg-Stenzengreith                                  | 1.755                                                | Weiz                   |
| Hofstätten an der Raab            | 2.117                                             | Hofstätten an der Raab                                   | 2.117                                                | Weiz                   |
| Ilztal                            | 1.743                                             | Ilztal                                                   | 2.148                                                | Weiz                   |
| Preßguts                          | 405                                               | Ilztal                                                   | 2.148                                                | Weiz                   |
| Ludersdorf-Wilfersdorf            | 2.176                                             | Ludersdorf-Wilfersdorf                                   | 2.176                                                | Weiz                   |
| Markt Hartmannsdorf               | 2.982                                             | Markt Hartmannsdorf                                      | 2.982                                                | Weiz                   |
| Miesenbach bei Birkfeld           | 742                                               | Miesenbach bei Birkfeld                                  | 742                                                  | Weiz                   |
| Mitterdorf an der Raab            | 2.091                                             | Mitterdorf an der Raab                                   | 2.091                                                | Weiz                   |
| Mortantsch                        | 2.032                                             | Mortantsch                                               | 2.032                                                | Weiz                   |
| Naas                              | 1.390                                             | Naas                                                     | 1.390                                                | Weiz                   |
| Arzberg                           | 544                                               | Passail                                                  | 4.316                                                | Weiz                   |
| Hohenau an der Raab               | 1.331                                             | Passail                                                  | 4.316                                                | Weiz                   |
| Neudorf bei Passail               | 480                                               | Passail                                                  | 4.316                                                | Weiz                   |
| Passail                           | 1.961                                             | Passail                                                  | 4.316                                                | Weiz                   |
| Kulm bei Weiz                     | 486                                               | Pischelsdorf am Kulm                                     | 3.667                                                | Weiz                   |
| Pischelsdorf in der Steiermark    | 2.556                                             | Pischelsdorf am Kulm                                     | 3.667                                                | Weiz                   |
| Reichendorf                       | 625                                               | Pischelsdorf am Kulm                                     | 3.667                                                | Weiz                   |
| Puch bei Weiz                     | 2.085                                             | Puch bei Weiz                                            | 2.085                                                | Weiz                   |
| Ratten                            | 1.179                                             | Ratten                                                   | 1.179                                                | Weiz                   |
| Rettenegg                         | 749                                               | Rettenegg                                                | 749                                                  | Weiz                   |
| Sankt Kathrein am Offenegg        | 1.136                                             | Sankt Kathrein am Offenegg                               | 1.136                                                | Weiz                   |
| Etzersdorf-Rollsdorf              | 1.108                                             | Sankt Ruprecht an der Raab                               | 4.927                                                | Weiz                   |
| Sankt Ruprecht an der Raab        | 2.244                                             | Sankt Ruprecht an der Raab                               | 4.927                                                | Weiz                   |
| Unterfladnitz                     | 1.575                                             | Sankt Ruprecht an der Raab                               | 4.927                                                | Weiz                   |
| Sinabelkirchen                    | 4.081                                             | Sinabelkirchen                                           | 4.081                                                | Weiz                   |
| St. Kathrein am Hauenstein        | 676                                               | St. Kathrein am Hauenstein                               | 676                                                  | Weiz                   |
| St. Margarethen an der Raab       | 3.954                                             | St. Margarethen an der Raab                              | 3.954                                                | Weiz                   |
| Strallegg                         | 1.951                                             | Strallegg                                                | 1.951                                                | Weiz                   |
| Thannhausen                       | 2.362                                             | Thannhausen                                              | 2.362                                                | Weiz                   |
| Krottendorf                       | 2.383                                             | Weiz                                                     | 11.302                                               | Weiz                   |
| Weiz                              | 8.919                                             | Weiz                                                     | 11.302                                               | Weiz                   |

Die Einwohnerzahlen der neugebildeten Gemeinden entsprechen der Summe der Einwohnerzahlen aller Teilgemeinden mit Stand 1. Jänner 2014.

## Benennung der Gemeinden
- 251 alte Gemeindenamen blieben bestehen, auch wenn Eingemeindungen stattfanden. Die Namen der neu gebildeten Gemeinde übernehmen zumeist nur einen derjenigen, aus denen sie entstanden.
- In 21 Fällen wurden zwei Namen (oder Namensbestandteile) mit Bindestrich gekoppelt, neue Namen entstanden per Umformulierung (Ehrenhausen an der Weinstraße, Leutschach an der Weinstraße, Pischelsdorf am Kulm, Sankt Georgen am Kreischberg, Sankt Veit in der Südsteiermark) oder durch Vereinfachung (Aflenz, Krakau, Oberwölz, Schwarzautal, Sölk) aus der Kernbezeichnung von zweien. Kirchbach in der Steiermark und Neumarkt in der Steiermark wurde bloß der Artikel der eingefügt.
- Für Feistritztal, Pölstal und St. Barbara im Mürztal wurden im Hauptteil völlig neue Namen gewählt.